# Canard de Duclair
Le Canard de Duclair est un canard originaire de Normandie qui porte le nom de la ville de Duclair. Il est à l'origine de la recette du canard au sang,. Il est surnommé l'« avocat », à cause de sa livrée noire.

## Description
Il est généralement de couleur noire, et se caractérise par une bavette blanche, commençant à la naissance du cou et s'élargissant sur la poitrine. Une variété de couleur grise (au plumage dit bleu) a été sélectionnée par la suite.
Le mâle atteint une masse d'environ 3 kg et la cane 2,5 kg. Elle pond environ 150 œufs par an de 70 g et de couleur verdâtre.
Sa chair est moins grasse que celle de ses congénères. Il est plus petit que son cousin, le canard de Rouen.
Cette race a connu son heure de gloire au début du XXe siècle. Devenue rare, elle fait aujourd'hui l'objet d'un plan de sauvegarde grâce notamment à l'action du club de sauvegarde des races avicoles normandes et au conservatoire des races normandes et du Maine.

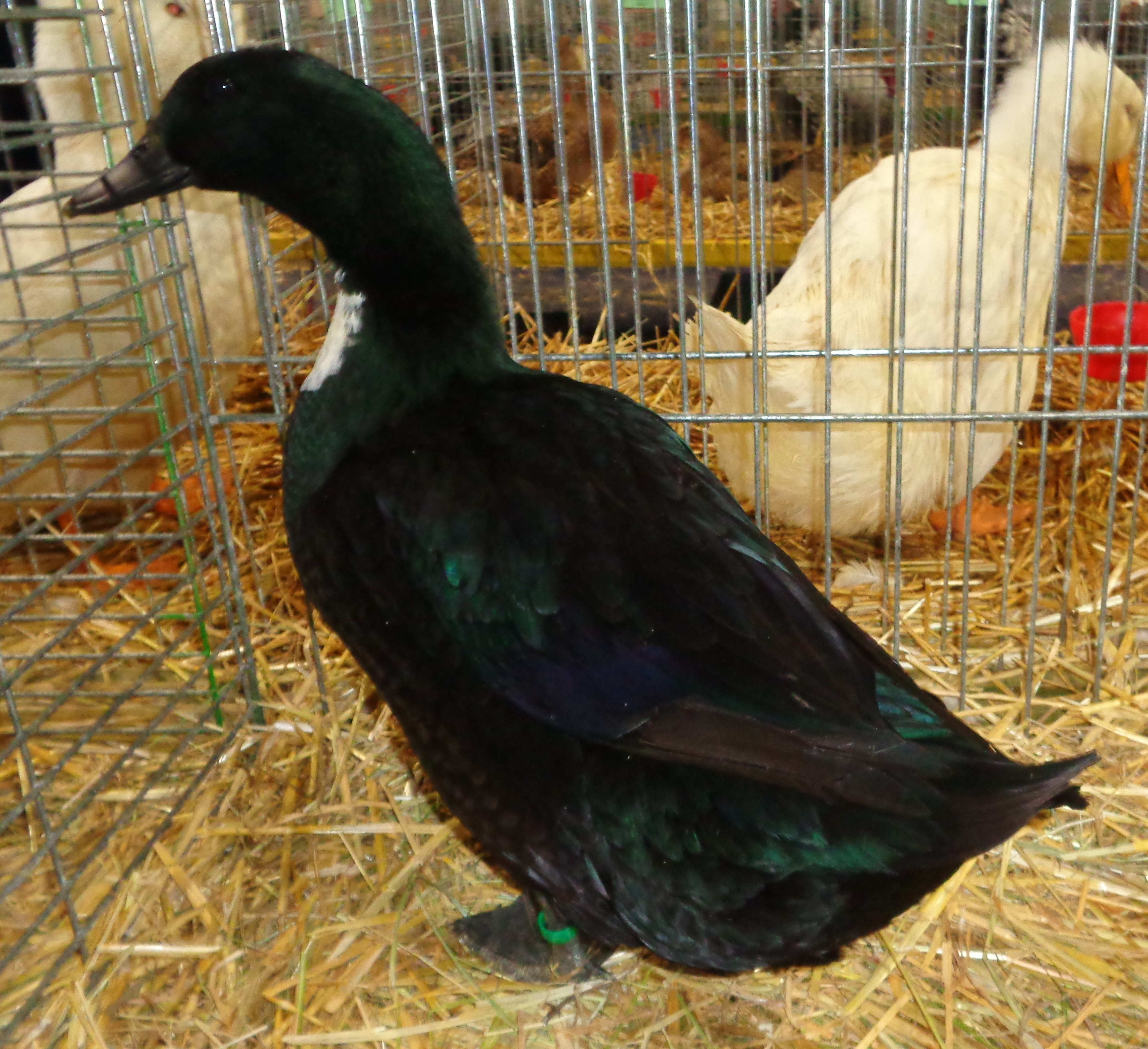
Cane de Duclair noir à bavette